# Estación de Parla Norte
Parla Norte es una futura estación de la línea C-4 de Cercanías Madrid y del Tranvía de Parla. Estará situada en el noreste de la ciudad, en un entorno actualmente sin urbanizar, aunque la conexión por tranvía le permitirá dar servicio a los polígonos industriales y desarrollos de viviendas del este de Parla.

## Historia
Como actuación formando parte del Plan de Mejora de Servicios de Cercanías de Madrid, ADIF adjudicó la redacción del proyecto de la nueva estación en 2021. Entre otras condiciones de diseño, se fijaba que "el proyecto incluirá un estudio de compatibilidad geométrica que permita definir la ubicación de una nueva parada del tranvía de Parla en el ámbito de la estación, que posibilite en el futuro una conexión rápida y accesible entre ambos medios de transporte". También se pedía estudiar y definir un aparcamiento en superficie, con capacidad para 350 plazas como mínimo.
Se autorizó la licitación de las obras de ejecución del proyecto de construcción el 13 de junio de 2023. Según la nota de prensa, Parla Norte dispondrá de un aparcamiento para el uso ferroviario con 60 plazas.
Las obras comenzaron en febrero de 2024 con un plazo de ejecución estimado en 15 meses.

## Situación ferroviaria
La estación formará parte del trazado de la línea férrea de ancho ibérico Móstoles-Parla. Estará situada entre las estaciones de Getafe Sector 3 y Parla.

## Accesos
Carretera M-408y mediante Tranvía, o carril bici [https://parla365.es/blog/cercanias-parla-norte/]